# Méropénem
Le méropénem est un antibiotique de la classe des carbapénèmes découvert en 1987 par des chercheurs japonais.
Il est indiqué dans :
- les infections compliquées intra-abdominales ;
- les infections compliquées des voies urinaires ;
- les infections pelviennes ;
- les méningites bactériennes ;
- les pneumonies.

La molécule s'utilise pour traiter les infections et surinfections bronchiques dans la mucoviscidose lorsque les germes détectés par analyse sont résistants aux antibiotiques usuellement employés. En 2008, le laboratoire AstraZeneca a obtenu, auprès des autorités françaises, une nouvelle AMM pour traiter Pseudomonas aeruginosa et Burkholderia cepacia dans cette situation.

## Effets secondaires
Les effets secondaires peuvent inclure :
- Troubles gastro-intestinaux ;
- Irritation au site d'injection ;
- Rash, fièvre ;
- Convulsions ;
- Troubles hématologiques : leucopénie, neutropénie, éosinophilie ;
- Élévation des enzymes hépatiques.

On doit ajuster les doses en fonction de la clairance rénale.
Des doses pédiatriques existent pour des enfants de plus de 3 mois.